# مايا (ممثلة)
مايا (بالإنجليزية: Maya)‏ هي ممثلة هندية، ولدت في 1989.

## وصلات خارجية
- مايا على موقع IMDb (الإنجليزية)